# مت دیز
مت دیز (انگلیسی: Matt Deis؛ زادهٔ ) موسیقی‌دان، گیتارنواز، و ترانه‌پرداز اهل ایالات متحده آمریکا است.